# 王卫华 (1957年)
王卫华（1957年4月—），男，陕西人，中华人民共和国外交官，曾任中国多米尼加贸易发展办事处代表、驻瓜亚基尔总领事和中国巴拿马贸易发展办事处代表。

## 生平
1980年，进入中华人民共和国外交部工作，先后在驻委内瑞拉大使馆、 外交部北美大洋洲司、外交部拉美司、驻哥伦比亚大使馆、驻墨西哥大使馆任职。2003年，出任中国巴拿马贸易发展办事处副代表。2007年，任中国多米尼加贸易发展办事处代表。2009年，任外交部拉美司参赞。2011年，任中华人民共和国驻瓜亚基尔总领事。2013年，出任中国巴拿马贸易发展办事处代表。2017年，中国与巴拿马建交，王卫华随后离任办事处代表。